# Dwangbuis

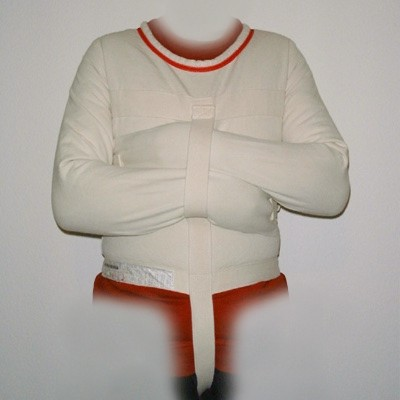
Voorzijde

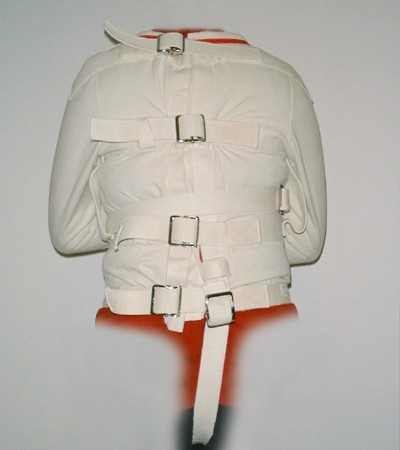
Achterzijde

Een dwangbuis werd tussen 1800 en 1950 gebruikt in de psychiatrie. Het is een op de rug sluitend jack met lange mouwen, waarmee onrustige psychiatrische patiënten in hun bewegingen belemmerd worden. Een dwangbuis wordt geassocieerd met geestelijk zieken en opstandige gevangenen.
Een dwangbuis is meestal wit van kleur. Het reikt van de hals tot ongeveer aan de knieën en qua vorm kan het vergeleken worden met een T-shirt. De stof is echter dikker en het buis heeft twee zeer lange mouwen die op de rug samengebonden worden en ervoor zorgen dat de persoon in het dwangbuis amper kan bewegen. Een dwangbuis beschermt de patiënt tegen zichzelf, maar zorgt er ook voor dat de patiënt geen schade berokkent aan de omgeving.

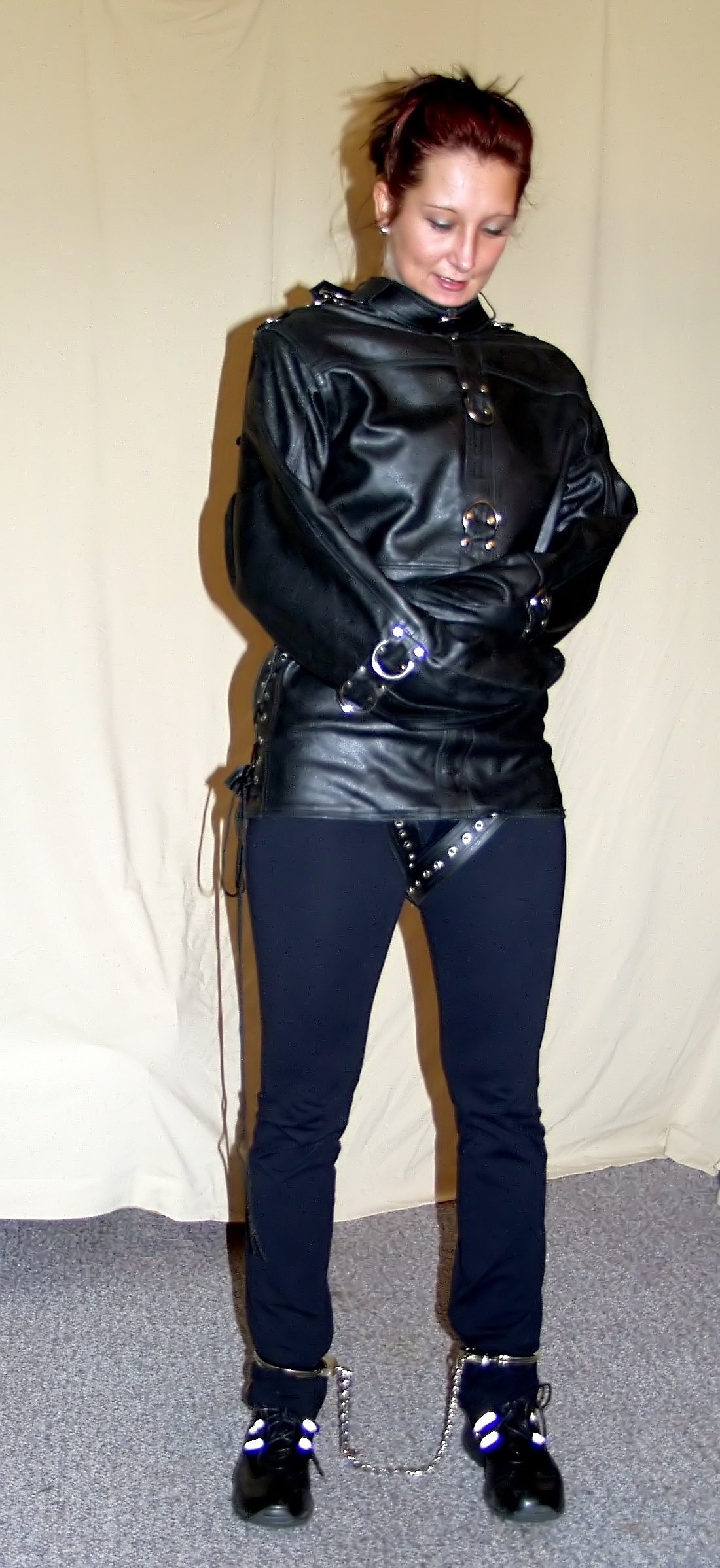
Dwangbuis voor BDSM

Heden ten dage wordt het dwangbuis nog gebruikt voor bdsm-doeleinden.

## Gebruik van 'dwangbuis' in titel of naam, of als begrip
- The Straitjacket Lottery, een in 2004 uitgebrachte film: van Dough Karr[2]
- Hoods, Cuffs, Straitjackets & More, een bondage-film uit 2001[3]
- Het dwangbuis, Nederlandse titel van de roman The Star Rover (1915) van Jack London
- Los Straitjackets, een instrumentale rockgroep uit Amerika.

De Amerikaanse journalist Thomas Friedman gebruikt zijn boek The Lexus and the Olive Tree (1999) het begrip The Golden Straitjacket (Het gouden dwangbuis) om aan te geven dat landen en culturen steeds uniformer worden onder druk van de informatietechnologie, die effectenbezitters in staat stelt om op eenvoudige wijze wereldwijd aandelen en obligaties te kopen en verkopen.